# Ерчики
Е́рчики (укр. Єрчики) — село на Украине, основано в 1622 году, находится в Попельнянском районе Житомирской области.
Код КОАТУУ — 1824781801. Население составляет ↘364 человека (по данным сайта postcode.in.ua). Население по переписи 2001 года составляет 422 человека. Почтовый индекс — 13530. Телефонный код — 4137. Занимает площадь 3,108 км².

## Адрес местного совета
13530, Житомирская область, Попельнянский р-н, с. Ерчики, ул. Шевченко, 16